# もうひとつの春
『もうひとつの春』（もうひとつのはる）は、1975年4月3日から同年6月26日までTBS系列の「木下恵介・人間の歌シリーズ」枠で放送されていた日本のテレビドラマである。同シリーズの18作目。山田太一のオリジナル脚本作品。

## 概要・あらすじ
1973年に放送された『それぞれの秋』の姉妹作品で、脚本の山田太一と制作スタッフは同作とほぼ同じである。

オイルショック後の現代社会を題材とし、昼は金属加工工場に勤め、夜は夜間大学に通う一人の青年と彼が理想の父親と尊敬する中年の男が、社会・時代・家庭とは何なのかを問いかける。

なお、人間の歌シリーズでは本作から近畿地方でのネット局が毎日放送に変更された。

## スタッフ
- 企画 - 木下惠介
- 脚本 - 山田太一
- 演出 - 井下靖央、鈴木利正
- プロデューサー - 飯島敏宏
- 音楽 - 木下忠司（音響効果：下城義行）
- 主題歌 - 中新井節子
- 制作 - 木下恵介プロダクション（現：ドリマックス・テレビジョン） / TBS

## キャスト
- 高岡慎平：小林桂樹
- 西久保信一：小倉一郎
- 白川由美
- 榊原るみ
- 坂口良子
- 高岡健二
- 賀原夏子
- 桜井センリ
- 福崎和宏
- ホーン・ユキ
- なべおさみ
- 浜村純